# ماسیمو کوسملی
ماسیمو کوسملی (ایتالیایی: Massimo Cosmelli؛ زادهٔ ۶ اوت ۱۹۴۳) بازیکن بسکتبال اهل ایتالیا بود.
وی در مسابقات کشوری و بین‌المللی در مجموع برندهٔ ۱ مدال برنز شده‌است.